# Geração de segundo harmônico

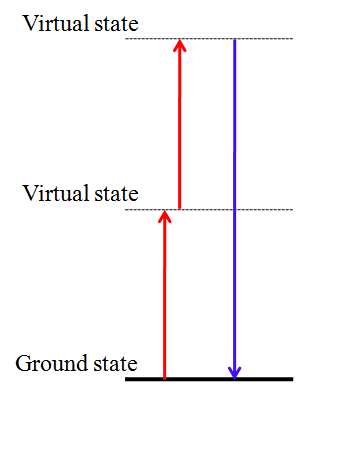
Esquema do nível de energia de um processo SHG.

Um elétron (púrpura) está sendo empurrado lado-a-lado por uma força senoidalmente oscilante, i.e. o campo elétrico da luz. Mas porque o elétron está em um ambiente de energia potencial anarmônica (curva preta), o movimento do elétron é não senoidal. As três setas mostram o série de Fourier do movimento: A seta azul corresponde a suscetibilidade ordinária (linear), a seta verde corresponde a geração de segundo harmônico, e a seta vermelha corresponde a retificação óptica.

Geração de segundo harmônico (também chamada duplicação de frequência ou abreviadamente na literatura SHG, do inglês second-harmonic generation) é um processo óptico não linear, no qual fótons com a mesma frequência que interage com um material não-linear são efetivamente "combinados" para gerar novos fótons com o dobro da energia, e portanto o dobro da frequência e metade do comprimento de onda dos fótons iniciais. A geração de segundo harmônico, como um  (óptica)|efeito óptico de ordem par não linear, só é permitido em meios sem simetria de inversão. É um caso especial de geração de frequência soma e é o inverso da geração de meio-harmônico.
A geração de segundo harmônico foi primeiramente demonstrada por Peter Franken, A. E. Hill, C. W. Peters e  G. Weinreich na Universidade de Michigan, Ann Arbor, em 1961. A demonstração foi possível pela invenção do laser, o qual criou a luz coerente de alta intensidade requerida. Eles focaram um laser de rubi com um comprimento de onda de 694 nm em uma amostra de quartzo. Eles enviaram a luz de saída através de um espectrômetro, registrando o espectro em papel fotográfico, que indicou a produção de luz a 347 nm. Quando publicado na revista científica Physical Review Letters, em caso famoso,  o editor de cópias confundiu o ponto fraco (a 347 nm) no papel fotográfico como uma mancha de sujeira e o removeu da publicação. A formulação da SHG foi inicialmente descrita por N. Bloembergen e P. S. Pershan em Harvard em 1962. Na sua extensa avaliação das equações de Maxwell na interface planar entre um meio linear e um não linear, várias regras para a interação da luz em meios não-lineares foram elucidadas.
A geração de segundo harmônico, muitas vezes chamada de duplicação de frequência, também é um processo em comunicação de rádio; foi desenvolvida no início do século XX, e tem sido usadas com frequências na faixa de megahertz. É um caso especial de multiplicação de frequência.